# SS Tilawa
El SS Tilawa fue un buque de carga de pasajeros hundido por la Armada Imperial Japonesa en el Océano Índico a finales de noviembre de 1942, con la pérdida de 280 vidas. El barco transportaba un cargamento de lingotes de plata que fue recuperado en 2017.
El Tilawa era un barco de vapor de pasajeros de 10.000 toneladas de la British India Steam Navigation Company, construido en 1924 por Hawthorn Leslie & Co. Ltd. en Hebburn-on-Tyne, South Tyneside (Reino Unido).

## Hundimiento
A finales de noviembre de 1942, el Tilawa zarpó del muelle Ballard en Bombay (ahora Mumbai), con destino a Durban, seguido de Mombasa y Maputo. El barco transportaba a casi 1.000 personas (más de 700 pasajeros y más de 200 tripulantes) y 600 toneladas de carga, incluidas 2.364 lingotes de plata destinados a ser acuñados como monedas sudafricanas y egipcias en la Casa de la Moneda de Sudáfrica. El cargamento ha sido valorado en el equivalente a 34 millones de libras (43 millones de dólares) de 2020.
El 23 de noviembre, el Tilawa fue torpedeado por el submarino I-29 de la Armada Imperial Japonesa, cerca de las Islas Seychelles. Una hora después del impacto del primer torpedo, el submarino volvió a disparar otro torpedo. El segundo torpedo hundió el barco. 280 personas se hundieron con el buque. Los supervivientes pasaron dos días a la deriva en el Océano Índico sin suficiente comida ni agua. En la madrugada del 25 de noviembre llegó el HMS Birmingham, que había sido alertado del hundimiento, y logró rescatar a 674 personas. El Birmingham llegó a Bombay con los supervivientes el 27 de noviembre.
El Tilawa llegó a ser conocido como el "Titanic indio", en referencia al hundimiento del Titanic en 1912 en el Océano Atlántico con una gran pérdida de vidas. En 2022, se llevó a cabo un evento conmemorativo en Bombay para conmemorar el 80 aniversario de la pérdida de Tilawa.
En diciembre de 2017, Argentum Exploration, una empresa de salvamento marítimo fundada por el piloto de carreras Ross Hyett y propiedad del inversor Paul Marshall, localizó los restos del Tilawa a una profundidad de aproximadamente 2,5 kilómetros (8200 pies; 1400 brazas; 1,6 millas) y recuperó en secreto la plata. La compañía lo declaró al Receptor de los restos del naufragio en el Reino Unido, pero Sudáfrica, que mientras tanto había firmado un contrato con un salvador diferente ignorando la recuperación exitosa, afirmó la propiedad legal en 2018 y Además, negó la obligación de pagar una tarifa de recuperación porque la carga había sido posesión del Estado y se transportaba con un fin soberano, no comercial. Sudáfrica apeló sin éxito un fallo inicial a favor de Argentum del Tribunal Superior de Justicia. En mayo de 2024, la Corte Suprema del Reino Unido revocó el fallo, manteniendo la posición sudafricana.